# 玫瑰圣母主教座堂 (海防市)
海防玫瑰圣母主教座堂（Nhà thờ chính tòa Hải Phòng）是天主教海防教区的主教座堂，位于越南海防市鸿庞郡黄文树坊（phường Hoàng Văn Thụ）黄文树街46号。
尽管天主教在海防已经存在了很长时间，并且对海防产生了深远的影响。但是，直到19世纪20年代，海防才建造了一座大型教堂。教堂为哥特式风格，长47米，宽17米，钟楼高28米。.
教堂自建成后，经历了许多起伏，后来衰退并遭到破坏。 2000年，本堂神父提出申请，要求对教堂的整个内部进行翻新，维修和升级，并保留原始建筑。目前，教堂、钟楼和庭院已得到修复，是海防市最大的美丽教堂之一。 